# Драган Антић
Драган Антић (Златокоп, 20. септембар 1963), познат и под надимком Рецко, српски је фудбалски тренер и бивши фудбалер.

## Каријера

### Играчка
Драган Антић рођен је 20. септембра 1963. године. Своју спортску каријеру започео је у пионирима локалног фудбалског клуба Коштана, као дванаестогодишњак, а касније приступио редовима Динама. У Динаму се задржао укупно три године, као члан млађих категорија, а касније и првотимац. Године 1981, прешао је у нишки Раднички, чији је члан био наредне четири године. Са овим клубом успео је да се пласира у полуфинале Купа УЕФА за сезону 1981/82. Након епизоде у Радничком, Антић се вратио у Врање, где је током шестомесечног периода наступао за Јумко. По одласку из овог клуба, Антић је започео своју интернационалну каријеру. Непосредно по Антићевом потписивању уговора са Келном 1987. године, у вредности од три милиона немачких марака, на тренингу га је повредио тадашњи саиграч и немачки репрезентативац Томас Хеслер. Услед Антићевог кидања лигамената колена, Келн је поништио уговор. Највећи део своје каријере Антић је провео у Немачкој, док је неколико сезона наступао за грчке клубове. По окончању каријере посветио се тренерском позиву.

### Тренерска
Тренерским послом Антић је почео да се бави у Немачкој 2000. године, па је по окончању професионалне каријере водио неколико нижелигашких клубова. По повратку у Србију, најпре је водио Динамо из Врања, али је са позиције првог тренера екипе смењен половином сезоне 2003/04. Касније се поново отиснуо у Немачку, где је 2005. радио као помоћни тренер у стручном штабу Валдхофа из Манхајма. Након оптужби за намештање утакмица неко време није радио, да би током 2008. водио Милано из Куманова у Првој лиги Македоније. Неколико година по напуштања клуба, Антић је ситуацију у македонском фудбалу оценио лошијом од оне у Србији, када је реч о финансијском аспекту. У јесен 2010, на позив Драгише Бинића, постао је тренер крушевачког Напретка, који се тада налазио на зачељу Прве лиге Србије. Клуб је под његовим вођством бележио добре резултате и избегао испадање из лиге те сезоне. Ипак, разлаз са руководством клуба кулминирао је његовом суспензијом у мају наредне године, након чега је са њим једнострано раскинут уговор. Антић се поводом тога обратио арбитражној комисији која је усвојила његов захтев, што је Напредак обавезало да бившем тренеру исплати 750 хиљада динара на име обештећења. Крајем 2011. водио је македонски Охрид, да би 2012. преузео Радник из Сурдулице. Касније, исте године, седео је на клупи Бежаније, а након тога и зајечарског Тимока. Лета 2016. вратио се у врањски Динамо, када је постао први тренер овог клуба. Након одласка Бобана Дмитровића са места шефа струке Радничког из Ниша, као нови тренер клуба најављен је Драган Антић. У клубу је званично представљен 20. марта 2018. године. Као тренер Радничког, Антић је са клубом остварио треће место на табели Суперлиге Србије, за сезону 2017/18 и тако клубу омогућио да учествује у квалификацијама за Лига Европе предстојећег лета. По завршетку сезоне, Антићу је истекла уговорна обавеза. Он је потом најавио повратак у Динамо, што је и реализовао пред утакмицу против екипе Новог Пазара у претпоследњем колу Прве лига Србије за сезону 2017/18. Освојивши друго место на табели Прве лиге, Антић је са екипом Динама изборио пласман у Суперлигу Србије за сезону 2018/19, по први пут у клупској историји.

## Политичка активност
Према сопственим речима, Антић је све до парламентарних избора 2014. живео и радио као ванстраначка личност. На позив свог дугогодишњег пријатеља, Братислава Гашића, прикључио се Српској напредној странци. Убрзо након тога, изразио је жељу да се кандидује за председника градског одбора у Врању. Тада је политику Александра Вучића оценио као једини прави пут Србије као државе, а своје чланство у странци, односно политички ангажман, окарактерисао као моралну обавезу. У тексту Врањских почетком септембра 2019, Антић је оцењен као први повереник Српске напредне странке у Јужној Србији.

## Приватно
Антић је рођени Врањанац, пореклом из оближњег Златокопа. Ожењен је и са супругом Оливером има синове Милоша и Марка. Са породицом живи на релацији Србија-Немачка, у којој има кућу и локале, али и пословно-пријатељске везе. У добрим је пријатељским односима са политичким и спортским функционерима Братиславом Гашићем и Драгишом Бинићем, са којим је иначе и у кумовској вези, односно естрадним уметником Александром Вуксановићем. Изјашњава се као православац. Надимак Рецко, добио је по оцу, који је преминуо када је Драган имао 16. година. Симпатизер је Црвене звезде.

## Контроверзе

### Оптужбе за намештање утакмица
Након што је крајем 2003. године, смењен са позиције првог тренера екипе Динама, Антић је, заједно са 21 играчем овог тима, јануара наредне године ступио у десетодневни штрајк глађу у просторијама градског стадиона. Протест је организован као контрамера против руководства клуба, сачињеног од припадника Социјалистичке партије Србије. Штрајк је за последицу имао смену челних људи Динама, док је Антић убрзо постао функционер клуба. Ипак, недуго затим, вратио се у Немачку. Почетком 2006. године, Антић је са још неколико пријатеља из Србије оптужен за сарађивање са кладионичарском мафијом. Међу њима су се нашли и тадашњи тренер Штурма из Граца, Михаило Петровић, играчи Бојан Филиповић и Драган Шарац, односно спортски директор фудбалског клуба Обилић, Драгиша Бинић. У тексту Марка Лопушине из 2007, наводи се да је Антић признао умешаност у намештање утакмица и да је тако противправно стекао материјална добра. Немачки медији пренели су вест да је Антић почетком 2008. године у Франкфурту осуђен на казну затвора у трајању од две године условно, те да је претходно у притвору провео два и по месеца. Антић је касније, у српским медијима, негирао све оптужбе на свој рачун, иако је потврдио да је истрага против њега била отпочета. Признао је, такође, да се кладио на утакмице аустријске лиге између Аустрије из Беча и Штурма из Граца (0:0), односно Штурма и Салцбурга (4:1), те сусрет немачке ниже лиге између Ростока и Сигена (2:0). По именовању за шефа струке крушевачког Напретка, у клуб је као играча довео свог сина Милоша, а исту праксу је касније понављао и као тренер Радника, односно Динама. Након што је лета 2016. године најпре изабран за тренера Динама, Антић је постао једини кандидат за председника овог клуба. Тада је најавио да би нови тренер могао да буде Владимир Петровић Пижон, али како се овај посао није реализовао, Антић је надаље преузео двоструку функцију у клубу. У клубу се исте године запослио и Антићев други син, Марко, на пословима маркетинга. Почетком новембра 2016, Антић је на конференцији за штампу пред утакмицу против Мачве истакао да клуб нема новца за пут на гостовање и да је егзистенција клуба угрожена због нередовне исплате средстава из градског буџета. Такође је напоменуо да је био принуђен да сам финансира функционисање клуба. Након ове конференције, из локалне самоуправе је обећан новац, а екипа је отпутовала у Шабац. Непосредно после утакмице, Антић је из екипе удаљио Милана Ставрића и Закарију Сураку због приступа игри, односно недовољно залагања. Динамо је обе утакмице против Мачве у сезони 2016/17. изгубио, иако је водио на полувременима. Крајем септембра 2017. године, попут његовог првог мандата у Динаму, екипа је ступила у колективни штрајк због неисплаћених зарада. Током сезоне 2017/18, Антић је више пута апострофирао да са групом најближих сарадника у клуб улаже лични новац. Он је као најодговорније за лошу ситуацију у клубу означио градоначелника Слободана Миленковића и већника Ненада Ђорђевића, описавши их као људе који немају слуха за спорт у Врању.

### Двострука функција
Сви кажу да је био офсајд, а ја нисам гледао. Гол није битан, већ однос према утакмици. Динамо је мали клуб и онда један велики Партизан мора да има помоћ од Вулетића. Он је залутао у фудбал, није шутнуо маче са прага. Може да иде у Немачку и да се распита о мом случају. Шта Вулетић зна. Да је тако, Немци ме не би никада пустили. Нећу да се расправљам са њим. Он мора да гледа свој клуб. Да није било те афере ја бих био у неком великом клубу. Ухапшено је 33 људи, сви су оптужени осим мене. За мене нису имали ниједан доказ. Играо сам да ће Штурм да победи и изгубио сам много пара. Што се тиче другог меча, мој друг је голман у Сигену и рекао је да неће да прими гол и ја сам играо мање голова и победу на њих. Међутим, Сиген је изгубио. Добио сам на клађењу 3.000 евра. Ја знам како сам радио и ничега се не бојим. Нека му служи на част о томе шта прича. Нисам хтео да тражим одштету, већ да се све заврши. Ја сам тамо био странац у то време нису могли да смисле Србе. Не кладим се дуго, а ни играчима не дозвољавам да се кладе. Сваки фудбалер у мојој екипи потписује уговор где пише да ако се неко од фудбалера буде кладио одмах добија раскид уговора.

—Одговор Антића Владимиру Вулетићу о догађајима из Немачке, јула 2018.
Преласком на место шефа струке нишког Радничког, Антић је задржао председничку функцију у Динаму, што је у медијима окарактерисано као сукоб интереса. Дан касније, 21. марта 2018, Антић је поднео оставку и повукао се са места председника Динама. Убрзо по именовању за новог шефа струке Радничког из Ниша, Антић је ражаловао капитена Александра Јовановића и траку доделио Марку Мркићу, уз образложење да је потребно форсирати играче који представљају будућност клуба, наспрам оних на заласку каријере. Месец дана касније, Јовановићу је вратио статус капитена, а за његовог заменика именовао је Јапанца Риоту Ному. По напуштању функција у Динаму, Антић се у својству посматрача појавио у ложи стадиона у Параћину, где је Динамо гостовао Темнићу. Један од репортера са утакмице у свом извештају навео је да је Антић за време исте вређао арбитре, као и неколико играча Динама. По окончању сезоне са Радничким, Антић се вратио у Динамо, где је поново преузео функције председника клуба и првог тренера. Након уласка Динама у Суперлигу Србије, Антић је упозорио на неповољну финансијску ситуацију у клубу и предочио могуће одустајање од такмичења. Истовремено је најавио продају најбољег стрелца екипе из претходне сезоне, Закарије Сураке, као прелазно решење за обезбеђивање дела средстава. Антић је средином јуна 2018. окупио групу играча на првом тренингу пред нову сезону, када је нагласио да је клубу обећана помоћ Српске напредне странке. На отварању сезоне 2018/19. у Суперлиги Србије, Антић је улогу капитена екипе доделио свом сину Милошу, што је наишло на подељена мишљења међу присталицама клуба. Антићу је замерен осмех након пораза, као и изјава да Црвена звезда не треба да брине. Неколико дана после почетка првенства, Антић је обелоданио да је у контакту са председником државе, Александром Вучићем, поводом ситуације у Динаму, те да је успео да обезбеди помоћ клубу у износу од 20 милиона динара. Након пораза од екипе Партизана на стадиону Радника у Сурдулици, голом Огњена Ожеговића, у другом колу шампионата, Антић је дешавања на утакмици оценио срамотним и додао да је противник имао 14 играча на терену. Поводом те изјаве, клуб из Београда се огласио саопштењем свог потпредседника, Владимира Вулетића, у ком се тражи реакција Фудбалског савеза Србија и указује на неке Антићеве раније изјаве и детаље из биографије.

### Прекид утакмице на Вождовцу
Неко од наших играча је отишао тамо с публиком, а искомпликовао је мали „седмица“ из Вождовца који је дошао да брани публику. Ту је настао цео циркус, целу утакмицу је мали провоцирао и вређао мене, и моје црнце, називао их је мајмунима! Не знам шта је судија гледао. Добио је жути картон, али целу утакмицу је провоцирао све живо. Не знам да ли је био нервозан, не знам шта је по среди, такав безобразлук дуго нисам видео.

—Драган Антић, августа 2018.
За време утакмице 5. кола Суперлиге Србије у сезони 2018/19, против екипе Вождовца на крову Тржног центра, дошло је до вербалног сукоба једног од играча Динама са публиком, што је изазвало инциденте и вишеминутни прекид утакмице. Играч домаће екипе, Борко Дуроњић, претрчао је већи део терена како би се расправио са фудбалерима Динама, а након међусобног кошкања и гужве на терену, искључен је резервни играч гостију, Милош Антић. Драган Антић је, потом, на конференцији за штампу непосредно након утакмице, оптужио Дуроњића да је током читавог сусрета провоцирао, те да је тамнопуте играче у његовој екипи називао мајмунима. Антић је тада изјавио да поједини играчи његове екипе немају довољан квалитет за такмичење у суперлигашкој конкуренцији, док је за фудбалере Окамијана Онимисија и Закарију Сураку употребио термин „моји црнци“. Дуроњић је оптужбе негирао, нагласивши да су Милош и Драган Антић покушали да га физички нападну.

### Критике судијске организације
Добили смо сигнале да се помиримо са испадањем из лиге, уз образложење „да нисмо у систему“. Е, њихов систем, ма какав био, нас не интересује! Ово је класична освета према Динаму, јер смо летос победили Радник у пријатељској утакмици. Чујем да су многи изгубили новац на том мечу, цех је платио млади судија, којег је Душан Мракић, по налогу Новице Тончева, скинуо са листе Српске лиге. Срамота шта је Бојан Николић данас радио, од првог минута утакмице. Немоћни смо да реагујемо, ФСС је саучесник у овоме, нећемо се жалити на Теразијама. После свега, тражићемо заштиту са највишег, државног, нивоа. Радник је карцином српског фудбалаǃ

Нападнути смо од стране извесног Раце, познатог под надимком Наркоман. Сјурио се на наше резервне играче и морали смо да се повучемо. Полиција га је спровела са стадиона и одмах пустила, а требало је да преноћи у притвору. Чак ме је и звао после утакмице, бугарска мафија му је дала број мог телефона. Очекивао сам жестоку одмазду, али овако нешто нисам могао ни да претпоставим. Варају се ако мисле да ће ме ућуткати, моја борба тек почиње. Динамо не сме да трпиǃ

—Драган Антић након утакмице против Радника у Сурдулици, новембра 2018.
Пред првенствену утакмицу са шабачком Мачвом, 30. септембра 2018, Антић је, према сопственим речима, из екипе Динама удаљио Марка Ђуришића, Лазара Ђокића, Милосава Сићовића и Душана Лалатовића, због катастрофалног понашања на терену, уз објашњење да у тиму нема места за манекене и фолиранте. Нешто раније, истог месеца, Закарија Сурака је суспендован због кршења клупске дисциплине. Почетком октобра исте године, Спортски журнал је у свом тексту запазио да Динамо крши пропозиције такмичења у Суперлиги Србије, тиме што играчи на шортсевима не носе бројеве, како је изричито наведено у члану 102. Након пораза од екипе Чукаричког у 11. колу првенства, резултатом 6ː1, Антић је на конференцији за штампу изјавио да 5 голова за 15 минута не може да прими ни „сељачка екипа“, да је суђење на утакмици било „брука и срамота“, те да би играчи требало да се стиде самих себе.
Антић је након те утакмице суспендован, те је екипу на сусрету шеснаестине финале Купа Србије, против Црвене звезде, уместо њега водио први помоћник Радмило Јовановић. Услед поновних критика на рачун судија и судијске организације након утакмице против ОФК Бачке из Бачке Паланке, са којом је Динамо ремизирао резултатом 1ː1 у оквиру 12. кола Суперлиге Србије, Антић је добио забрану вођења екипе на наредне две утакмице. Антић је у изјави након те утакмице изнео оптужбу да га је један од помоћних судија вређао, те нагласио да је Динамо оштећен у више ситуација. Неколико дана касније, Антић је на конференцији за штампу изразио сумњу да управа Радника из Сурдулице, на чијем стадиону је Динамо до тада одиграо све утакмице као номинални домаћин, опструише функционисање клуба из Врања, те да Новица Тончев злоупотребљава функцију председника фудбалског савеза региона Јужне и источне Србије и ремети непристрасност суђења. Фудбалски клуб Радник се поводом Антићевих изјава у медијима јавности обратио саопштењем у ком је наведено да Динамо није измирио све приспеле обавезе за коришћење стадиона, док је клубу из Врања омогућено да припреме утакмица и одржавање форме обавља у тренинг центру Радника у Белом Пољу, без накнаде. Новица Тончев је након тога нагласио да Динамо не испуњава потребне услове за такмичење у Суперлиги и да је Општина Сурдулица том клубу пружила логистичку подршку за одигравање утакмица. Навео је да је функционисање Фудбалског савеза Србије транспарентно, а да су Антићеве оптужбе неаргументоване и неосноване.

### Суспензија Фудбалског савеза
Током утакмице против Радника на градском стадиону у Сурдулици, судија Бојан Николић је при резултату 1ː0 досудио једанаестерац за домаћу екипу, након чега су Драган Антић и Радмило Јовановић повукли екипу Динама са терена. Прекид је трајао око 20 минута, након чега су гостујући играчи поново истрчали на терен. Пенал је реализовао Игор Златановић, постигавши на тај начин оба поготка у победи од 2ː0 своје екипе. Антић је након утакмице оптужио Душана Мракића да је поједине судије делегирао по налогу Новице Тончева, те изразио сумњу да се неке одлуке плански доносе на штету његовог клуба, како би исти испао из такмичења. Он је у истом тону рекао да Фудбалски савез Србије види као саучесника у таквим догађајима и да ће клуб тражити заштиту на највишем државном нивоу. Медији су неколико дана касније пренели да је Дисциплинска комисија Фудбалског савеза Србије донела одлуку о забрани обављања свих дужности Драгану Антићу у трајању од 15 месеци. Антић је на ту одлуку поднео жалбу. Средином фебруара наредне године, Антићу је казна преиначена на годину дана, док је њен новчани део увећан на милион динара. Коначно, почетком марта 2019, Антић је искористио могућност ванредног правног лека, те је прихватио казну од два и по милиона динара, од којих један на терет клуба. На тај начин му је суспензија укинута и омогућен повратак на клупу од утакмице 26. кола Суперлиге Србије, против екипе Чукаричког. Почетком априла 2019, Антић је довео у питање одигравање утакмице 29. кола Суперлиге Србије, против Пролетера у Новом Саду, због недостатка новца у клубу. Поновио је оптужбе на рачун градске власти да желе да угасе клуб, док је играчки кадар заједно са стручним штабом ступио у штрајк. Комплетан погон Динама изашао је у протестну шетњу ка Градској управи Врања, док су за то време били истакнути транспаренти подршке Драгану Антићу, односно Александру Вучићу и његовој кампањи под називом „Будућност Србије“. Антић је, потом, потврдио да ће екипа путовати на гостовање и да ће то финансирати личним средствима, док је истовремено најавио покретање петиције за смену већника за спорт, Ненада Ђорђевића.

Ја сам шутнуо флашицу воде, онако изнервиран, протресао играча и кажем му је л‘ ћеш да играш ти или испадамо из лиге. Ја рекао то после, зезао се мало, они пренели да сам их све тукао по свлачионици.

—Драган Антић, о изјави након утакмице против Спартака
На претпоследњој утакмици доигравања за опстанак у Суперлиги Србије, Динамо је на стадиону Јумка у Врању победио екипу суботичког Спартака, након резултатског преокрета у другом делу сусрета. Антић је на конференцији за штампу после утакмице изјавио да је на полувремену поломио пола свлачионице, како би мотивисао играче пред наставак утакмице. Након те утакмице, Антић је из екипе удаљио Луку Ратковића, због недовољног залагања на терену. Реаговао је и на писање медија о његовој изјави, рекавши да иста погрешно протумачена, те да је изречена у шаљивом контексту.

### Сукоб са породицом Тончев
Овим путем честитам мојим момцима на изгарању, оставили су терен на срцу, [Sic] а и мојим навијачима који су дошли у великом броју. Ја их и овом приликом поздрављам и волим их највише.

—Драган Антић, након победе над екипом ОФК Бачке у Бачкој Паланци, мај 2019.
На затварању сезоне 2018/19. Антић је са екипом Динама победио ОФК Бачку на гостовању у Бачкој Паланци, чиме је изборио пласман на 14. месту на табели. Та позиција је Динаму омогућила учешће у баражу, где је Динамо на првој утакмици поражен у Инђији од истоимене екипе, резултатом 3:0. Антић је на том сусрету искључен због приговора на суђење Александра Васића, коме је то била последња утакмица у судијској каријери. Дисциплинска комисија Фудбалског савеза Србије додатно је казнила Антића са три утакмице ван протокола, због понашања на првом сусрету баража. Дан пред другу утакмицу, у Врању, на интернету је објављен снимак Антићевог профила на Инстаграму, на ком се чује глас који говори „Судија је наш.“
Антић је поводом тога најавио тужбу, оградивши се од спорног снимка са образложењем да глас на снимку није његов. Победом на реванш сусрету резултатом 2:0, екипа Динама није успела да сачува суперлигашки статус, због чега је Антић изјавио да се клуб гаси и да је из лиге избачен намерно. Као одговорне за испадање клуба из Суперлиге означио је браћу Новицу и Ивицу Тончева. Новица Тончев је на те изјаве одговорио саопштењем у ком се наводи да је Радник Динаму уступио инфраструктуру на коришћење без накнаде, а да је Антић током такмичења себи исплаћивао суму од 500 хиљада динара на име месечне зараде. Претходно је у тексту Врањских из 2018. године наведено да су месечни приходи Антићеве породице у клубу износили око милион динара. Недуго затим, Антић је најавио довођење појачања за наредну сезону у нижем рангу такмичења. Антић је породицу Тончев оптужио за учешће у намештању утакмица, те да на тај начин остварују профит великим улозима у кладионицама. Испадање Динама из лиге означио је као директну последицу утакмице против Радничког у Нишу, завршену резултатом 2:0, на којој је, према његовим речима, Станислав Тончев прогнозирао најмање три поготка и на такав исход положио већу суму новца. За сина Новице Тончева и председника Радника такође је рекао и да узима 20 процената од продаје играча, те да такве потезе правда подршком моћних људи. Антић је напоменуо и да је са места шефа стручног штаба Радника отпуштен након утакмице коју је његова екипа добила као домаћин резултатом 7:1, а да му је Новица Тончев на полувремену поручио да треба да изгуби утакмицу, иако је у првом делу резултат био 4:0. Сусрет се одиграо 18. априла 2012. године, када је у Сурдулици гостовала Слога из Деспотовца. Официр за интегритет Фудбалског савеза Србије, Иван Петрић, позвао је Антића да приложи доказе за тврдње о намештању утакмица, док се тренер нишког Радничког, Ненад Лалатовић, оградио од могућег намештеног исхода утакмице и стао у одбрану породице Тончев. Иако је Динамо након пораза у баражу испао из суперлигашке конкуренције, Антић је оценио да Динамо може да задржи статус у том такмичењу, јер Инђија није поднела захтев за лиценцирање. Одлуком Дисциплинске комисије Фудбалског савеза Србије, Антић је почетком јуна 2019. године поново суспендован са свих функција на 15 месеци, уз новчану казну уз износу од милион динара. Антић је средином априла 2021. за Вечерње новости рекао да је Ивица Тончев утицао на састављање тима док је он био тренер у нишком Радничком.

### Кривична пријава
Средином јуна 2019, нешто више од месец дана након утакмице против суботичког Спартака у оквиру претпоследњег кола Суперлиге Србије за сезону 2018/19, медији су пренели саопштење Синдиката професионалних фудбалера „Независност“ у вези са суспензијом играча Луке Ратковића из сениорског погона Динама. Тада је наведено да је Антић у полувремену те утакмице вербално и физички напао фудбалера своје екипе, услед незадовољства његовим учинком на терену. Ратковић је након те утакмице удаљен из тима, а после вишедневног изостанка са тренинга, суспендован је на шест месеци, одлуком дисциплинске комисије, уз умањење месечне зараде за 80 процената. Управни одбор Динама одбацио је све оптужбе на рачун Драгана Антића, уз констатацију да је поменутом догађају присуствовало најмање 20 сведока и да физичког напада није било. У саопштењу за јавност наведено је да поменути у претходним клубовима није стандардно наступао, а да је у Динаму стекао пуну афирмацију, због чега је за исписницу тражено адекватно обештећење. Напоменуто је, такође, да је отац фудбалера вршио притисак на клуб, како би Ратковић Динамо напустио као слободан играч. Фудбалер Лука Ратковић се преко свог правног заступника обратио управном одбору клуба, са захтевом да поступак врати у првобитно стање, уз упозорење да ће се у супротном обратити Арбитражном суду ФСС-а, ради једностраног раскида уговора. Адвокат Владимир Бојовић поднео је кривичну пријаву против Антића Вишем тужилаштву у Врању, као и надлежним органима у Фудбалском савезу Србије. Председник Дисциплинске комисије Фудбалског савеза Србије, Жарко Стевановић, затражио је од Антића да се изјасни поводом целог случаја у року од осам дана.
На првом окупљању играча пред почетак сезоне у новој сезоне Првој лиги Србије, прозивци је присуствовало 15 фудбалера, док је Антић том приликом изјавио да клуб на рачуну нема довољно средстава за даље надметање. Недуго затим, клуб Динамо и град Врање обишла је делегација Фудбалског савеза Србије, на челу са председником Славишом Кокезом, након чега је саопштено да је почетак радова на изградњи новог стадиона у Врању, капацитета између 8 и 10 хиљада седећих места, пројектован за крај 2019. Посети делегације ФСС-а нису присуствовали чланови породице Тончев. Новица Тончев је након тога напоменуо да би новоиграђени стадион био трећи у граду, поред стадиона Јумка на коме Динамо игра као домаћин и напуштеног градског стадиона у Шапранцу. Након разговора са представницима градских власти, Кокеза и Антић су изјавили да је неспоразум решен, те да Динамо има подршку да настави са такмичењем. Антић је непосредно након тога најавио долазак нових играча у клуб, а неколико дана касније за шефа стручног штаба именован је Урош Калинић, са којим је екипа одрадила припремни период у Охриду. На отварању такмичарске 2019/20. у Првој лиги Србије, Динамо је победио екипу Смедерева, резултатом 3:1, након што је гостујући састав водио на полувремену. Након убедљиве победе на гостовању Радничком у Крагујевцу, којим је екипа Динама потврдила прво место максималним учинком у прва три кола Прве лиге Србије, Антић је изјавио да ће његова екипа бити 15 до 20 бодова испред првог пратиоца по окончању сезоне. Комисија Фудбалског савеза Србије одбила је жалбу Драгана Антића и потврдила му казну од 15 месеци суспензије средином августа 2019. Истог месеца, Арбитражна комисија донела је одлуку у корист тужиоца Луке Ратковића, те је тај играч у складу са својим захтевом постао слободан играч, док је Динамо истовремено оптерећен исплатом дуга од 132 хиљаде динара на име вредности спора. После серије неповољних резултата по клуб, која је уследила након доброг почетка сезоне, Урош Калинић је напустио Динамо, а место тренера поново је заузео Радмило Јовановић. Драган Антић је у октобру 2019. поднео оставку на функцију председника клуба, са жељом да се више посвети раду са екипом. Недуго затим, за председника клуба именован је његов син Марко, док је нешто касније, наредног месеца, Антићу укинута суспензија, те се вратио на клубу Динама као први тренер. Непосредно након тога, Антић је изјавио како се следећи противник Динама, Металац из Горњег Милановца, незаслужено налази при врху табеле и да игра некоректно. Динамо је на тада поражен резултатом 3 : 2, док је Антић пред крај сусрета искључен. Почетком 2020. године, Антић је напоменуо да је град омогућио 12 милиона динара из буџета, што није довољно за функционисање клуба, јер је читав износ опредељен само за млађе категорије.

### Поруке против Антића
Синдикат професионалних фудбалера „Независност“ оптужио је Антића за шовинизам, након утакмице коју је Динамо као домаћин изгубио од београдског Графичара у марту 2020. На скраћеном прегледу утакмице, забележене су Антићеве псовке приликом досуђеног једанаестерца за гостујући састав. Антић је као најодговорнијег за висок пораз означио фудбалера своје екипе, Николу Јовановића, те да због тога више неће бити у саставу.
Према писању Врањских, једна од верзија приче о томе како је средином маја поново забележен већи број оболелих Вирусом корона, односила се на приватну прославу једног спортског радника у Врању. Српски телеграф је неколико дана касније објавио да је породица Антић са пријатељима организовала прославу 10. маја, поводом рођења детета, а на којој је био присутан већи број људи. Драган Антић је потврдио да је на слављу било између 20 и 30 особа, као и да је добијена дозвола полиције, али је негирао могућност да је скуп био извор заразе. Портал Хотспорт је 25. маја пренео да је Антић примљен на одељење Клинике за инфективне болести, Клиничког центра у Нишу, услед позитивног теста на COVID-19. После обавезне изолације, Антић се појавио на конференцији за штампу пред последње коло Прве лиге Србије за такмичарску 2019/20.
После пораза на свом терену у 2. колу такмичарске 2020/21. у Првој лиги Србије од екипе Колубаре, Антић је као главног кривца означио голмана своје екипе Милоша Ивановића. У изјави за Спортски журнал рекао је да је већина играча одиграла лоше и да ће због тога сносити новчане санкције. Истовремено је оптужио Фудбалски савез Србије за немогућност да његов клуб региструје новопридошлог чувара мреже, Мирослава Орлића. Динамо је прву победу у сезони остварио у 4. колу, против Трајала. Антић је након тога изјавио да је био спреман да поднесе оставку у случају неповољног резултата по свој тим. У наредном колу, Динамо је изгубио од Радничког у Пироту минималним резултатом, а Антић је непосредно након утакмице изјавио да нема замерки на суђење. С друге стране изразио је незадовољство односом према игри појединих играча своје екипе и поново поменуо питање финансирања клуба. Пред утакмицу 6. кола Прве лиге Србије, када је Динамо дочекао Будућност из Добановаца, у Врању су излепљени плакати са паролама против Антића и његове породице. Случај је пријављен органима Министарства унутрашњих послова, а Антић је изјавио да не жели да напусти клуб. Динамо је на полувремену те утакмице водио 2 : 1, али је коначан резултат био 2 : 3, док је Антић искључен у 77. минуту. У разговору за портал Максбет спорт, Антић је рекао да иза плаката стоји породица Тончев. Пред сусрет следећег кола, са екипом ГФК Јагодине, Антићу је запаљен аутомобил. Медији су пренели да је возило Ауди А8, шпајерских регистрационих ознака, захватио пожар на паркингу у близини Антићевог стана у недељу 27. септембра 2020. око 5 часова ујутру. Антић је изјавио да је материјална штета потпуна, а да је такав чин наставак притисака који трају две године, те да је све последица сукоба са Новицом Тончевим. Наредног дана објављен је и снимак паљења аутомобила. Новица Тончев се јавности обратио саопштењем у ком је навео да је против Антића поднео приватну тужбу Основном суду у Врању.
На утакмици 21. кола Прве лиге Србије, када је Динамо гостовао Трајалу у Крушевцу, Антић је искључен након расправе и вређања четвртог судије на утакмици, Јелене Цветковић. Антић је на конференцији за медије неколико дана касније говорио о спорном догађају и судијским одлукама током сезоне. Дисциплинска комисија Фудбалског савеза Србије изрекла му је забрану вођења тима на 18 месеци због неспортског понашања. Почетком априла 2021. додатно је кажњен са 100 хиљада динара јер се нашао у рестриктивном простору на званичној утакмици. Суспензија му је средином истог месеца укинута, али је предмет враћен на поновно одлучивање. Антић је потом саслушан путем видео везе уз присуство адвоката, после чега је забрана вођења тима враћена на снагу. У претпоследњем колу, екипа Динама се повукла са терена након изједначујућег поготка Радничког у Сремској Митровици у 54. минуту. Утакмица је регистрована службеним резултатом у корист домаћег тима, док је Динамо испао из такмичења. Динаму је на основу казни пре и током првог дела наредне такмичарске године одузето 7 бодова и екипа је први део сезоне завршила на претпоследњем месту. Руководство клуба донело је одлуку о иступању из Српске лиге Исток. Антић је у изјави за медије рекао да средства опредељена за Динамо, од када је он у клубу, никада нису била довољна за ликвидно пословање клуба и да се буџет попуњавао спонзорствима и донацијама.